# Donax californicus
Donax californicus is een tweekleppigensoort uit de familie van de Donacidae. De wetenschappelijke naam van de soort is voor het eerst geldig gepubliceerd in 1837 door Conrad.